# Рябодзьобий крячок
Рябодзьобий крячок (Thalasseus) — рід сивкоподібних птахів підродини крячкових (Sterninae) родини мартинових (Laridae). Включає 8 видів. Різні представники роду поширені по всьому світі.

## Спосіб життя
Ці великі крячки розмножуються дуже щільними колоніями на узбережжі та островах, а також виключно всередині країни на відповідних великих прісноводних озерах поблизу узбережжя. Гніздяться на ґрунтовій ділянці.

## Види
- Крячок королівський (Thalasseus maximus)
- Крячок жовтодзьобий (Thalasseus bergii)
- Крячок бенгальський (Thalasseus bengalensis)
- Крячок африканський (Thalasseus albididorsalis)
- Крячок китайський (Thalasseus bernsteini)
- Крячок рябодзьобий (Thalasseus sandvicensis)
- Крячок атлантичний (Thalasseus acuflavidus)[3]
- Крячок каліфорнійський (Thalasseus elegans)